# Heinrich Randad
Heinrich Randad (* 17. Januar 1855 in Hamburg; † 10. April 1938 in Hamburg) war ein deutscher Kaufmann. Er war in den 1880er Jahren Hauptbevollmächtigter der Hamburger Handelsgesellschaft Wölber & Brohm in Klein-Popo.
Am 6. Juli 1884 wurde er von Reichskommissar Gustav Nachtigal als vorläufiger Konsul des tags zuvor errichteten deutschen Protektorats an der Togoküste eingesetzt. Randad fehlten jedoch die Mittel, die Kolonie, die zum damaligen Zeitpunkt nur aus einem schmalen Küstenstreifen bestand, zu erweitern.
Am 5. Sept. 1884 schloss der zum Kaiserlichen Konsul mit Amtssitz in Lome ernannte Randad mit dem Häuptling Mensah von Agbodrafo (portugiesisch Porto Seguro) einen „Schutzvertrag“ ab.
Um ihre Interessen in diesem Gebiet weiterzuentwickeln, sandte die deutsche Regierung den Regierungsassessor Ernst Falkenthal als Kaiserlichen Kommissar nach Togo. Dort traf er am 26. Juni 1885 ein und löste Randad als Verwalter des Protektorats ab.
Heinrich Randad und seine Frau Caroline Magdalene geb. Kahl (1870–1952) hatten sieben Kinder, darunter Ilse Thouret, die als Rennfahrerin, Sportlerin und Sportjournalistin sehr bekannt wurde.